# Spišské Vlachy
Spišské Vlachy (deutsch Wallendorf, ungarisch Szepesolaszi, lateinisch Villa Latina) ist eine Stadt in der Ostslowakei mit 3295 (Stand 31. Dezember 2024) und liegt in der traditionellen Region Zips (Spiš).

## Geographie

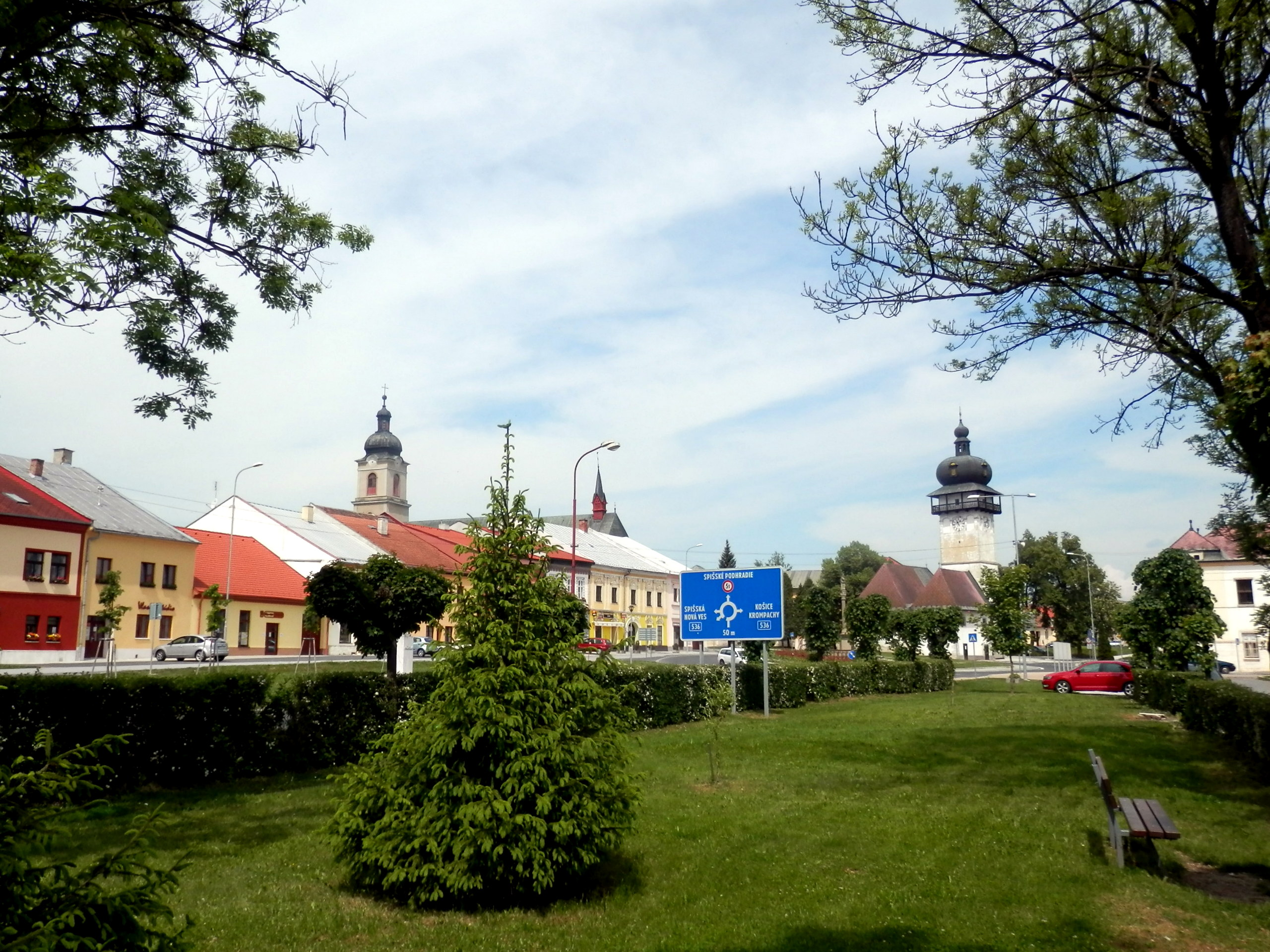
Stadtmitte von Spišské Vlachy

Die Stadt befindet sich im südöstlichen Teil des Talkessels Hornádska kotlina linksseitig des Hornád, unweit der Mündung der Bäche Klčovský potok und Branisko in den Fluss, südwestlich des Gebirges Branisko. Südlich des Hornád umfasst das Stadtgebiet auch einen Teil des Gebirges Volovské vrchy im Slowakischen Erzgebirge. Das Stadtzentrum liegt auf einer Höhe von 389 m n.m. und ist 20 Kilometer von Spišská Nová Ves sowie ungefähr 56 Kilometer von Košice entfernt.
Nachbargemeinden sind Žehra im Norden, Oľšavka im Nordosten, Slatvina und Vojkovce im Osten, Kolinovce und Krompachy im Südosten, Slovinky im Süden, Olcnava im Südwesten, Bystrany im Westen und Spišské Podhradie im Nordwesten.

## Geschichte

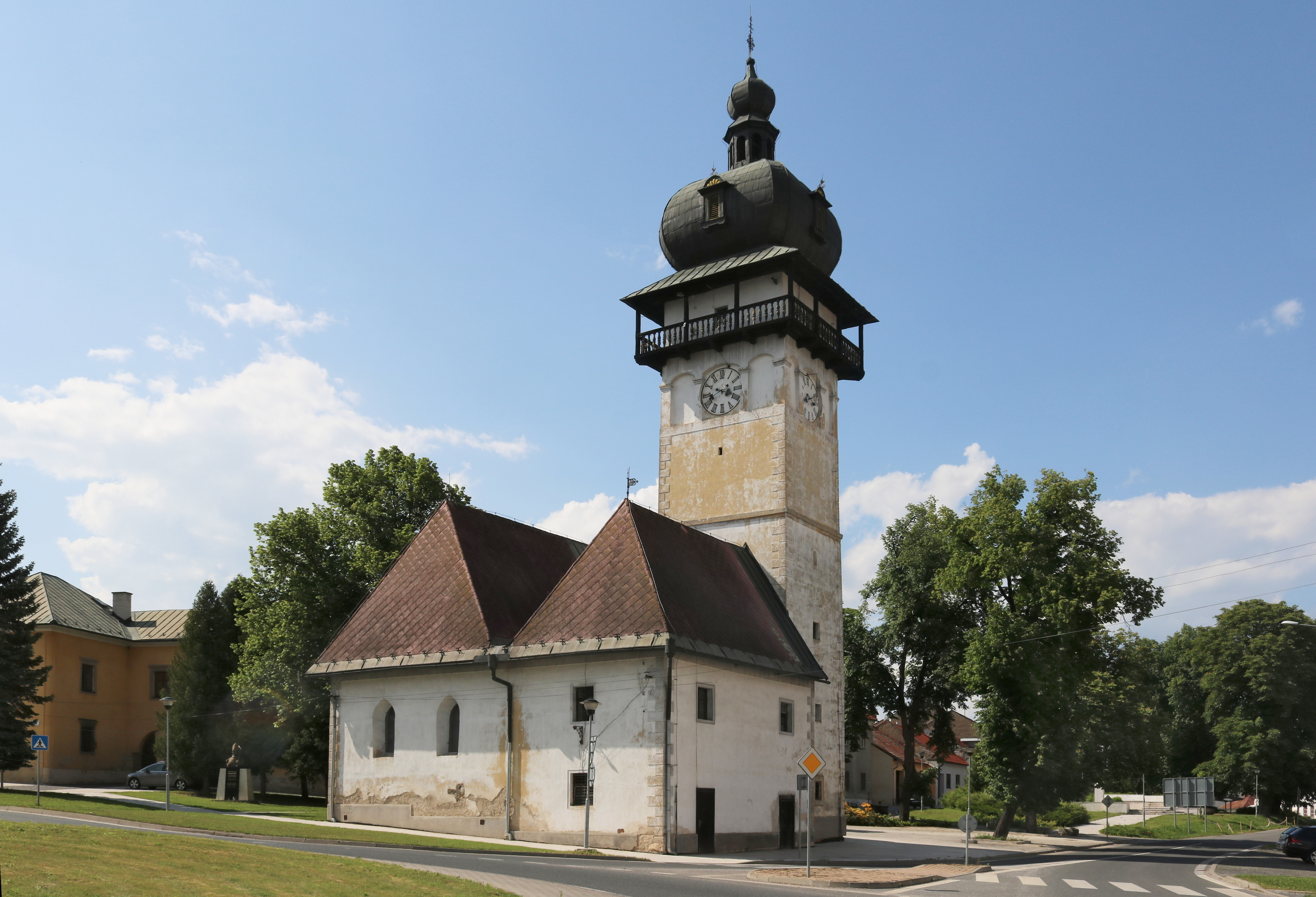
Altes Rathaus und die kleine Kirche

Spišské Vlachy ist ein alter Siedlungsplatz, mit Spuren von Siedlungen aus der Jungsteinzeit, Bronzezeit sowie der eisenzeitlichen Puchauer Kultur.
Unmittelbar nach dem Mongolensturm wurde die heutige Stadt 1243 zum ersten Mal als Olazi urkundlich erwähnt, als König Béla IV. das Stadtrecht verlieh. Nach einem 1273 ausgestellten Privileg von Ladislaus IV. genossen die Stadteinwohner die gleichen Rechte wie die Zipser Sachsen. Sie war zeitweise Mitglied der Bruderschaft der 24 königlichen Pfarrer, im 14. Jahrhundert trat sie dem Bund des 24 Zipser Städte bei. 1412 wurde sie zusammen mit 15 anderen Zipser Städten von den ungarischen Königen für 360 Jahre an Polen verpfändet. Bereits im 14. Jahrhundert bestand ein Krankenhaus und 1592 wird eine Lateinschule erwähnt. Ihren größten Aufschwung erlebte die Stadt vom 16. bis zum 18. Jahrhundert, als sie ein Zentrum der Handwerker war, bedeutend war eine Färberzunft. Bis zum späten 18. Jahrhundert arbeitete in Spišské Vlachy eine Kupferhütte, die das in der Nähe gewonnene Kupfererz verarbeitete.  Nach der vollständigen Wiedereingliederung ins Königreich Ungarn im Jahr 1772 war die Stadt Teil der Provinz der 16 Zipser Städte und wurde 1876 Bestandteil des Komitats Zips. 1828 zählte man 3250 Einwohner, davon 71 Handwerker. 1862 wurde die Stadt, wie schon früher 1666, durch Feuerbrand vernichtet und wieder aufgebaut. Der Brand von 1862 veranlasste die Stadtverwaltung zur Gründung der Freiwilligen Feuerwehr am 12. Oktober 1863, der ersten auf dem Gebiet der heutigen Slowakei. Bis zum Ersten Weltkrieg entstanden kleinere Industriebetriebe, wie eine Ziegelei, eine Säge sowie eine Leinenfabrik.
Bis 1918 gehörte die Stadt im Komitat Zips zum Königreich Ungarn und kam danach zur neu entstandenen Tschechoslowakei beziehungsweise heute Slowakei. 1923 verlor Spišské Vlachy die Stadtrechte, ein Jahr später wurde sie erneut von einer Feuersbrunst, der 150 Häuser zum Opfer fielen, heimgesucht. 1992 wurde Spišské Vlachy mit Dobrá Voľa („Gerhardshof“) zusammengelegt und ist seit diesem Jahr wieder Stadt.

### Ortsname
Der Stadtname weist auf die Besiedlung durch romanischsprachige Siedler hin. Zur Zeit der Stadtgründung waren damit italienisch- und französischsprachige Siedler (vgl. Welsche) gemeint, später nur noch Siedler aus der Apenninenhalbinsel (vgl. das polnische Wort Włochy für Italien), somit war man früher von einer Besiedlung durch italienischsprachige Siedler, noch genauer aus der Toskana, überzeugt. Wahrscheinlicher ist aber eine Besiedlung durch Wallonen aus dem Gebiet des heutigen Belgien (vgl. Wallendorf), nach einer anderen Hypothese stammen die romanischsprachigen Siedler aus Dalmatien. Der Name hat jedenfalls mit rumänischsprachigen Walachen nichts gemeinsam, denn zur walachischen Besiedlung der Zips kam es erst ab dem 15. Jahrhundert.

## Bevölkerung
| Jahr                | 1994 | 2004    | 2014    | 2024    |
| ------------------- | ---- | ------- | ------- | ------- |
| Anzahl der Personen | 3434 | 3550    | 3577    | 3295    |
| Unterschied         |      | +3,37 % | +0,76 % | −7,88 % |

| Jahr                | 2023 | 2024    |
| ------------------- | ---- | ------- |
| Anzahl der Personen | 3300 | 3295    |
| Unterschied         |      | −0,15 % |

## Bauwerke und Denkmäler

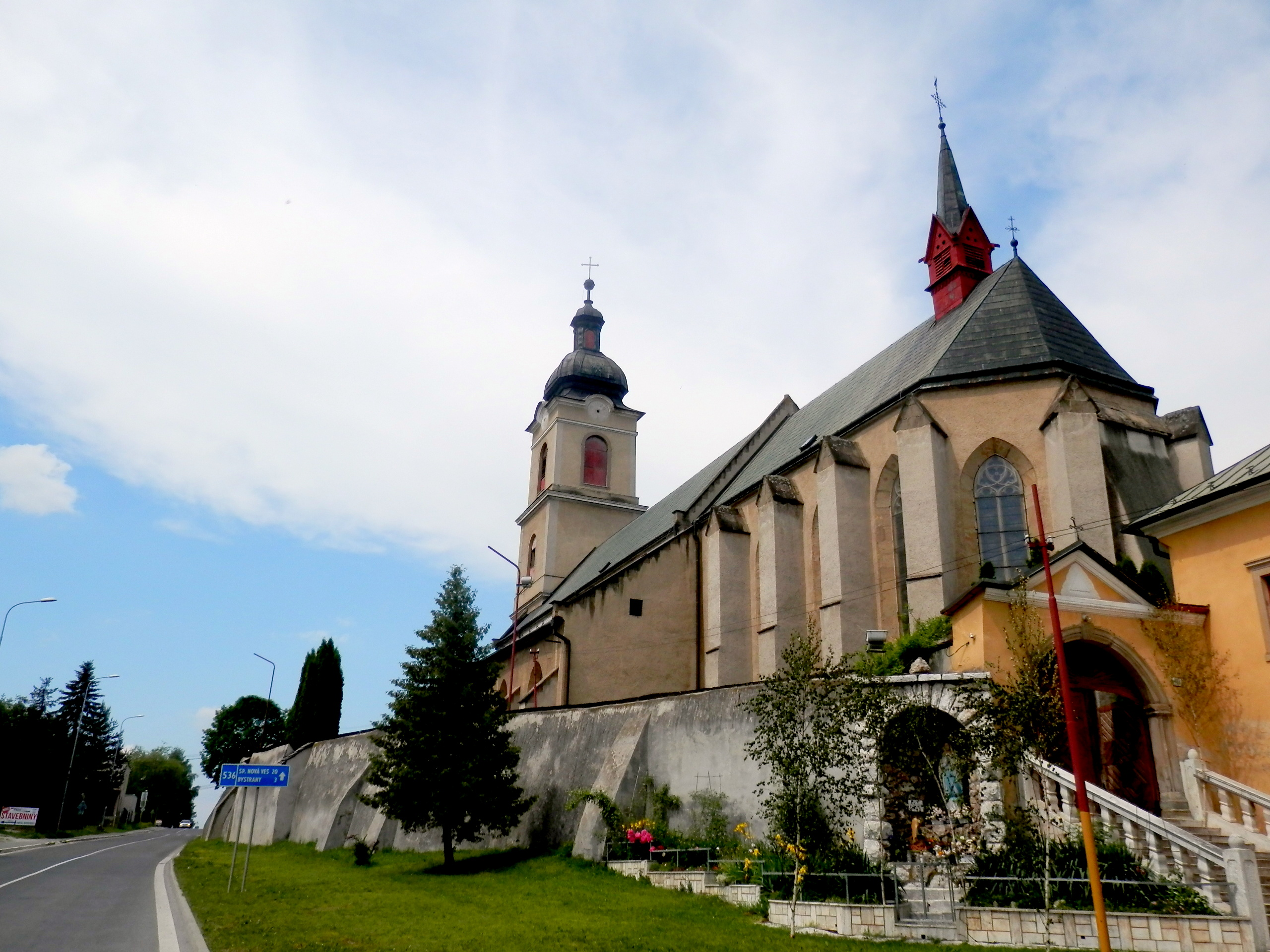
Kirche Johannes der Täufer

- römisch-katholische Kirche Johannes der Täufer, ursprünglich ein romanischer Bau, nach einem Umbau im Jahr 1434 durch eine dreischiffige pseudobasilikale Kirche im Stil der Spätgotik ersetzt
- evangelische Toleranzkirche im barock-klassizistischen Stil aus dem Jahr 1787
- altes Rathaus, ein gotischer Bau aus dem 15. Jahrhundert, mit einem im 17. Jahrhundert erbauten Zwischentrakt wurde auch der früher alleinstehende Turm der Kirche Mariä Himmelfahrt (sog. kleine Kirche) einbezogen
- barocke Mariensäule aus dem Jahr 1728

## Verkehr

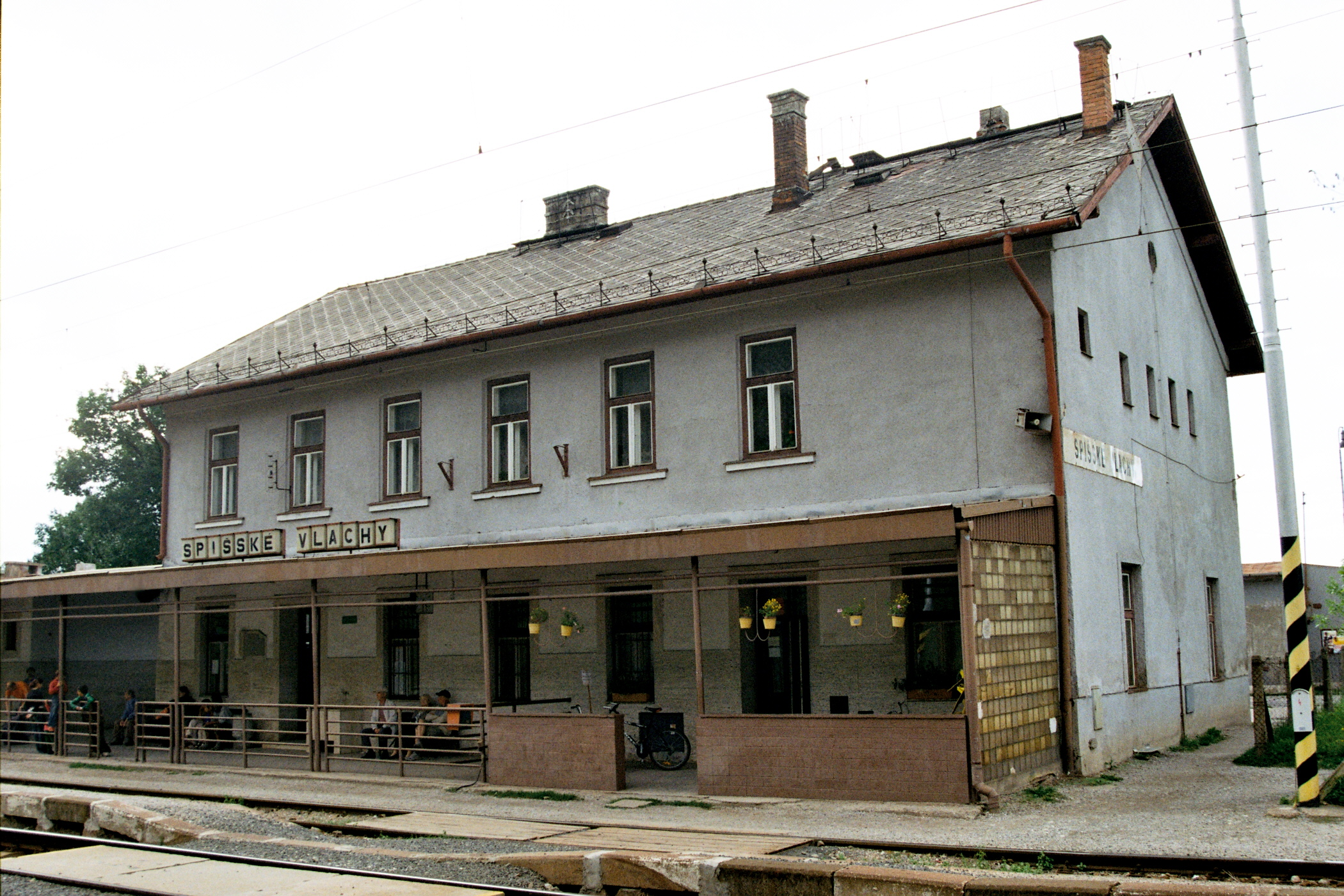
Bahnhof Spišské Vlachy

Durch Spišské Vlachy verläuft die Cesta II. triedy 547 („Straße 2. Ordnung“) von Spišské Podhradie nach Košice über Margecany, die in der Stadt die Cesta II. triedy 536 von Kežmarok und Spišská Nová Ves heraus trifft. Die Stadt hat einen rechtsseitig des Hornád gelegenen Bahnhof an der Bahnstrecke Košice–Žilina mit mehreren regelmäßigen Nahverkehrsverbindungen. Die von dort abzweigende Bahnstrecke Spišské Vlachy–Spišské Podhradie mit der stadtnahen Haltestelle Spišské Vlachy mesto wird seit 2012 nicht mehr im regelmäßigen Personenverkehr angefahren.

## Persönlichkeiten
- Joseph Daniel Böhm (1794–1865), österreichischer Bildhauer, Medailleur und Direktor der k.k. Graveurakademie in Wien
- František Tondra (1936–2012), Bischof von Spiš (Zips) in der Ostslowakei von 1989 bis 2011
- Pál Vásárhelyi (1795–1846), ungarischer Wasserbautechniker